# Henri Vanalbada de Haan Hettema

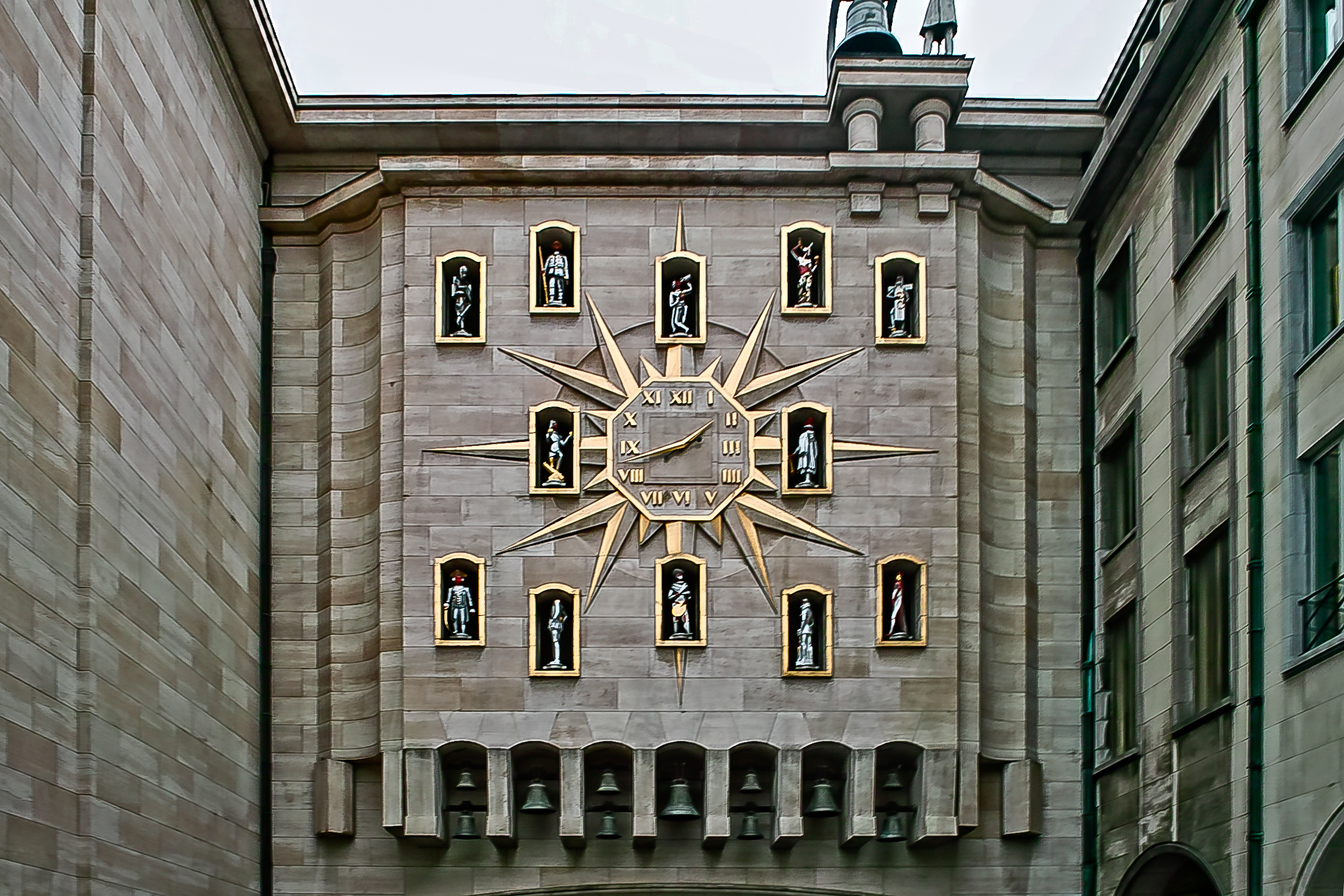
Uurwerk van het Paleis van de Dynastie

Jhr. Henri Montanus Nicolas Vanalbada de Haan Hettema (Ukkel, 16 februari 1907 – Vorst, 4 januari 2000) was een Belgisch beeldhouwer. Tijdens zijn opleiding aan de Academie en het Hoger Instituut voor Sierkunsten specialiseerde hij zich in de monumentale beeldhouwkunst.
In 1925 werkte hij in het atelier van D. Ledel. In de periode 1938-1939 maakte hij studiereizen naar Italië, Canada en de Verenigde Staten.
Het werk geleverd door Hettema wordt gesitueerd als expressionistisch-figuratief en in zijn beelden komt vaak het diermotief voor. Onder zijn werken vallen onder meer vier figuren voor het uurwerk van het Dynastiepaleis en de kapitelen van de Sint-Alenakerk in Sint-Gillis.

## Privé
Hettema behoorde tot een van oorsprong Friese notabele familie, van wie zijn voorvader, advocaat Montanus Hettema (1796-1873) in 1814 in de Nederlandse adel werd opgenomen. De familie splitste zich na 1830 in een Nederlands en een Belgisch gedeelte.
Hettema was een kleinzoon van Montanus Vanalbada (Brussel, 1853 - Quelmes, Argentinië, 1918) en van jkvr. Eva de Rotte (1851-1914). Montanus scheidde en hertrouwde in 1891 in Argentinië met Dolorès de la Sierra (1850-1918), de Argentijnse nakomelingen zijn niet in de Belgische adel zijn opgenomen.
Hettema was de enige zoon van Nicolas Vanalbada (1874-1959), majoor in het Belgisch leger, en van Anna Ledel (1871-1958). Hij trouwde in 1958 met Geneviève Bariaux (1908-1987). Het huwelijk bleef kinderloos, waarmee deze familietak is uitgedoofd.